# Edge of Seventeen
Edge of Seventeen (tj. Ostrých sedmnáct) je americký hraný film režiséra Davida Moretona z roku 1998, který pojednává o coming outu teenagera v 80. letech v USA. Jedná se částečně o autobiografický příběh. V České republice byl film uveden v roce 2003 na filmovém festivalu Febiofest.

## Děj
Film se odehrává ve městě Sandusky v Ohiu a začíná v létě roku 1984. Nejlepší přátelé Eric a Maggie spolu studují na střední škole a o prázdninách nastupují na letní brigádu do restaurace v zábavním parku, kterou vede Angie. Jako brigádník zde pracuje i Rod, student z Ohijské státní univerzity, který je gay a Eric se mu líbí. Na konci brigády Rod Erica svede a trochu naivní Eric se do něj zamiluje. Když začne škola, Eric přemýšlí, má-li jít studovat hudbu na Ohijské státní univerzitě, aby byl blízko Rodovi nebo raději na vysněnou, ale dražší univerzitu do New Yorku. Jednou jdou Eric a Maggie na party, kde Maggie tančí s jiným klukem. Eric se opije a nakonec uteče. Odjede do místního gay klubu, kde zjistí, že jeho majitelkou je Angie, která si Erica a Maggie velmi oblíbila. Ta ho seznámí se svými přáteli. Eric jde tančit s neznámým návštěvníkem a potom s ním má sex v autě. Zavolá Rodovi, že ho stále miluje, ale ten mu řekne, že on už má přítele. Eric proto jede k Maggie a svěří se jí, že je gay. Po čase Eric navrhne Maggie, aby s ním šla do gay klubu a navštívila i Angie. Ten večer se seznámí z Jonathanem, který také studuje na Ohijské státní univerzitě. Maggie přijde do podniku a když vidí Erica, jak se líbá s jiným klukem, uteče. Mezitím odejde i Jonathan a Eric ho odjede hledat na kolej, kde potká Roda. Matka už začíná tušit, že s Ericem je něco jinak, ale ten vše popře. Eric se chce udobřit s Maggie a vysvětluje jí, že ji miluje a chtěl by s ní mít sex. Jdou proto na noc k němu domů. Ráno matka při uklízení objeví v Ericových věcech reklamu na gay klub. V pokoji objeví Maggie v posteli. Maggie uteče, matka chce po Ericovi vysvětlení, ale ten odejde z domu. Večer se vrátí a matce řekne, že je gay. Odjede do gay klubu, kde potká Angie a své další přátele a také Jonathana.

## Zajímavosti
- Název filmu byl odvozen od písně „Edge of Seventeen“ zpěvačky Stevie Nicks.
- Film byl v lednu 1999 promítán na Sundance Film Festival.
- Film se natáčel na reálných místech v Sandusky, včetně zábavního parku Cedar Point, kde scenárista Todd Stephens skutečně pracoval, když byl na střední škole.
- Ačkoliv se část děje odehrává na Ohijské státní univerzitě, příslušné scény se natáčely na Oberlin College.[1]

## Hudba
Dobové písně mají ve filmu nezastupitelnou roli, stejně jako tehdejší móda (ať už jde o oblečení, účesy nebo interiéry). Ve filmu proto zní písně Annie Lennox, Bronski Beat, Yes aj.

## Ocenění
- 1998 Outfest
  - Cena diváků pro nejlepšího režiséra (David Moreton)
  - Cena poroty pro nejlepšího režiséra (David Moreton)
  - Cena poroty pro nejlepší scénář (Todd Stephens)
- 1998 San Francisco International Lesbian & Gay Film Festival
  - Cena diváků pro nejlepšího režiséra (David Moreton)